# Calle de Juan de Mariana
La calle de Juan de Mariana es una vía pública de la ciudad española de Madrid, situada en el barrio de Delicias, distrito de Arganzuela.

## Descripción
La vía nace de la calle de Ramírez de Prado y discurre hasta llegar, tras un giro, a la plaza del Amanecer en Méndez Álvaro. Honra con el título al jesuita, teólogo e historiador de los siglos XVI y XVII Juan de Mariana, natural de Talavera de la Reina. Aparece descrita en Las calles de Madrid (1889) de Hilario Peñasco de la Puente y Carlos Cambronero con las siguientes palabras:

Juan de Mariana. Esta calle comienza en la de Méndez Álvaro y termina en el campo. Es de apertura moderna. El padre Juan de Mariana nació en Talavera de la Reina en 1537. Dedicado á la Iglesia, ingresó en la Compañía de Jesús, y tales disposiciones demostró para el estudio, que á los veinticuatro años fué nombrado maestro de Teología en el Colegio de Roma, cuya asignatura enseñó después en Silicia y en París. Acusada de herética la edición siriaca del Nuevo Testamento publicada por Arias Montano, Mariana declaró que no contenía nada contrario al dogma. El espíritu de libertad é independencia que se descubre en sus obras le produjo disgustos y persecuciones. Es notable su Historia general de España. Murió en 1624.
(Peñasco de la Puente y Cambronero, 1889, pp. 280-281)